# حكومة فرنسوا فيون الثانية
حكومة فيون الثانية بالفرنسية: Gouvernement François Fillon (2) هي الحكومة الثالثة والثلاثين في الجمهورية الفرنسية الخامسة.